# Bataille de Verceil (101 av. J.-C.)
Pour les articles homonymes, voir Siège ou bataille de Verceil.
 (février 2014).
Si vous disposez d'ouvrages ou d'articles de référence ou si vous connaissez des sites web de qualité traitant du thème abordé ici, merci de compléter l'article en donnant les références utiles à sa vérifiabilité et en les liant à la section « Notes et références ».
Guerre des Cimbres
Batailles
- Noreia
- Agen
- Arausio
- Aquæ Sextiæ
- Vercellæ

La bataille de Vercellæ ou de Verceil, dite aussi bataille des Champs Raudiens (Raudii Campi), a eu lieu le 30 juillet 101 av. J.-C. Ce combat décisif entre les Cimbres et les Romains se termine par la victoire décisive de Rome, mettant fin à la Guerre des Cimbres.

## Emplacement
La bataille est située, traditionnellement, à proximité de la ville de Verceil (Vercelli), en Italie.
Quelques historiens pensent que, dans les sources, vercellæ ne doit pas être compris comme un nom propre, mais comme le nom commun des vercelli, terme très courant en Gaule cisalpine, désignant toute zone minière au confluent de deux rivières. Le nom de champs raudiens utilisé par certaines sources latines a le même sens. Le mot raudius est en effet un ancien terme technique de la métallurgie. L’expression « Tu vis Raudii » désigne un complexe minier et métallurgique utilisant du minerai alluvial concentré à la confluence de deux ou plusieurs cours d'eau. Les champs dont parlent les sources anciennes pourraient donc être situés sur la rive gauche du Pô, un peu plus au nord que Ferrare, compris entre le cours principal du fleuve et Rovigo.
Pour eux, les Cimbres ont suivi l’Adige après avoir franchi le col du Brenner, au lieu de choisir le chemin le plus aisé, vers l’ouest et Verceil. La bataille aurait alors eu lieu à Polésine, ou à proximité de Rovigo.
À Borgovercelli, près de la Sesia, à cinq kilomètres de Verceil, des découvertes archéologiques exceptionnellement nombreuses[réf. souhaitée] qu’il est possible de relier à la bataille renforcent cependant la thèse traditionnelle, encore préférée de la majorité des historiens.

## Campagne précédant la bataille
Des inondations auraient contraint le peuple des Cimbres, joint à ceux des Teutons et des Ambrons, à quitter leur patrie qui bordait la mer du Nord, à la recherche d'un nouvel espace où s'installer, cet épisode est connu sous le nom de guerre des Cimbres ; après avoir parcouru l'Europe en tout sens, ils pénétrèrent finalement en Italie du Nord. Les Cimbres commencèrent par battre les Romains dans plusieurs rencontres, entre autres la bataille de Noreia en 113 av. J.-C. et la bataille d'Arausio en 105 av. J.-C..
Le général romain Quintus Lutatius Catulus avait pour tâche de protéger les cols des Alpes. Devant le déferlement des Cimbres, il préféra cependant se retirer derrière l'Adige pour que ses forces ne fussent pas écrasées. Les Cimbres attaquèrent les derniers défenseurs qui se trouvaient encore de l'autre côté de l'Adige et, par admiration pour leur courage, ils leur accordèrent le droit de repartir librement.
Au même moment le consul Marius, qui avait anéanti les Teutons l'année précédente à la bataille d'Aquæ Sextiæ, arriva avec son armée qu'il avait reformée en Italie du Nord, pour se joindre aux troupes de Catulus. Après qu'une proposition de paix eut échoué, le chef des Cimbres, Boiorix, demanda à Marius de choisir une place convenable pour la bataille, et Marius se décida pour les Champs Raudiens à Vercellæ (aujourd'hui Verceil).
Plusieurs peuples celtes se joignirent aux Cimbres, entre autres des Santons.

## Déroulement de la bataille
Les Cimbres avaient pris pour se battre leurs plus belles armes. Ils portaient d'imposantes cuirasses de fer, des boucliers blancs et brillants et des casques qui représentaient des têtes d'animaux sauvages. Comme projectiles ils utilisaient des lances avec deux crochets, et pour le corps à corps, une épée de grande taille et impressionnante.
L'armée de Catulus se montait à 20 300 hommes, celle de Marius à 32 000. Devant lui se trouvait le peuple des Cimbres qui réunissait pêle-mêle environ 160 000 hommes, femmes et enfants, et qui pouvait compter sur une cavalerie forte de 15 000 hommes.
Marius choisit à dessein, apparemment, le milieu du jour pour combattre, car le soleil frappait en plein au visage les Cimbres qui venaient du nord, si bien qu'ils devaient tenir les boucliers devant leurs yeux et devaient aussi lutter contre la chaleur. Les Romains au contraire étaient aguerris par un entraînement de plusieurs années, et on ne voyait personne transpirer ou haleter. C'est ce qui fit que la plus grande partie des Cimbres tomba tout de suite dans la bataille. Ceux qui s'enfuyaient étaient repoussés vers leur camp où les soldats romains eurent sous leurs yeux quelque chose de monstrueux : les femmes cimbres, qui préféraient pour elles la mort à l'esclavage, tuaient leurs maris, leurs fils ou leurs frères, qui essayaient de s'enfuir, et elles massacraient leurs enfants avant de se tuer elles-mêmes en se pendant à leurs chariots ou en se jetant sous les chevaux des cavaliers.
Bien que beaucoup fussent morts de cette manière, on fit tout de même plus de 60 000 prisonniers qui furent vendus comme esclaves. Marius fut salué par le peuple comme le « troisième fondateur de Rome ».
Florus raconte :

« La bataille commença dans un terrain très ouvert appelé Raudium. Là ce sont 65 000 hommes qui tombèrent, ici moins de 300. Toute la journée le Barbare se fit massacrer. C'est que le général n'était pas seulement courageux mais astucieux et qu'il avait imité la manœuvre d'Hannibal à Cannes. D'abord il profita de ce que c'était un jour de brouillard pour fondre sur l'ennemi sans qu'il s'y attendît. Et comme c'était aussi un jour où le vent était violent, la poussière frappait l'adversaire sur les yeux et sur le visage. Ensuite il tourna son armée en direction de l'est et des prisonniers leur racontèrent par la suite qu'ils avaient l'impression que le ciel brûlait à cause du reflet éclatant du soleil sur les casques.
Ils ne combattirent pas leurs épouses avec moins de violence. Avec chariots et voitures elles s'étaient fait un rempart du haut duquel elles se battaient avec des haches et avec des piques. Leur mort fut aussi admirable que leur lutte. Elles envoyèrent chez Marius une délégation pour demander la liberté et la reconnaissance de leur caractère sacré, mais c'était interdit par la religion. Alors après avoir étranglé ou étouffé leurs enfants, elles s'entre-tuèrent mutuellement ou bien, ayant formé un nœud avec leurs cheveux, elles se pendirent aux arbres ou aux timons de leurs chariots. Au premier rang leur roi Boiorix se battit avec vaillance et efficacité avant de succomber. »

## Conséquences
La victoire de Verceil, suivant de près l'écrasement des Teutons par Marius à la bataille d'Aquæ Sextiæ l'année précédente, mit fin à l'errance de ces peuples germaniques, après plusieurs actions militaires romaines infructueuses.
Politiquement, cette bataille eut également pour Rome des conséquences importantes car elle marqua pour la première fois l'essor des grands généraux romains. Marius avait été réélu consul plusieurs années de suite, en toute illégalité, et gagnait une popularité extrême. Comme récompense de leur courage, Marius accorda la citoyenneté romaine à ses soldats italiens, sans demander d'abord l'autorisation du Sénat romain ni même le consulter. Quand certains sénateurs l'interrogèrent sur sa décision, il s'écria que dans le vacarme de bataille il ne pouvait pas distinguer la voix du Romain de la voix de l'allié. C'était aussi la première fois qu'un général victorieux défiait ouvertement le Sénat. C'était aussi une ouverture à l'accès à la citoyenneté romaine pour les Italiens. Le frein que mettra le Sénat à cette ouverture et la déception engendrée seront les principales causes de la montée des revendications des Alliés, et du déclenchement de la guerre sociale.

## Sources et bibliographie
- Nouveau dictionnaire des sièges et des batailles Tome 6
- Florus, Epitome rerum Romanarum, III, IV, partim.